# Syndicat national autonome des Finances publiques
Le Syndicat national autonome des Finances publiques créé en 1990 sous le nom de Syndicat national des agents du Trésor (SNAT), est affilié à la Fédération nouvelle des syndicats professionnels - MINEFE, elle-même affiliée à la Fédération générale autonome des fonctionnaires (FGAF).
Aux élections professionnelles du 4 décembre 2007, le SNAFip a obtenu 2 080 voix en CAP centrale, soit près de 6 % des suffrages.
Les fondements du syndicat s'articulent autour de cinq axes :
- élément Indépendance ;
- élément Liberté ;
- élément Convivialité ;
- élément Solidarité ;
- élément Respect des valeurs d'autonomie des sections locales.